# Evald Schorm
Evald Schorm, né le 15 décembre 1931 à Prague et mort le 14 décembre 1988 dans la même ville, est un réalisateur, scénariste et acteur tchécoslovaque.

## Biographie
Evald Schorm débute comme chanteur à l'Ensemble artistique de l'armée, puis il est tractoriste. Il étudie à la Faculté du Cinéma (FAMU) à partir de 1957, à la section mise en scène. Il en sort cinq ans plus tard en ayant réalisé son film de diplôme : Le Touriste (1962). Les deux années suivantes, il réalise plusieurs courts-métrages documentaires : La terre à la terre, Les arbres et les hommes, Helsinki, Les Cheminots, Pourquoi ?, Reflets, Psaume.

## Filmographie

### Comme réalisateur
- 1959 : Kdo své nebe neunese
- 1959 : Blok patnáct
- 1961 : Zurnal FAMU - První obcasník
- 1962 : Le Touriste (Turista)
- 1962 : Stromy a lidé
- 1963 : Zít svuj zivot
- 1963 : Zeleznicári
- 1964 : Du courage pour chaque jour (Každý den odvahu)
- 1964 : Proc?
- 1965 : Zrcadlení
- 1965 : Odkaz
- 1966 : Zalm
- 1965 : Les Petites Perles au fond de l'eau (Perlicky na dne) - segment La Maison de joie ('Dum radosti)
- 1967 : Le Retour du fils prodigue (Návrat ztraceného syna)
- 1967 : Král a zena (TV)
- 1967 : Cinq filles sur le dos (Pet holek na krku)
- 1968 : Carmen nejen podle Bizet
- 1969 : Rozhovory (TV)
- 1969 : Prazske noci
- 1969 : Le Bedeau (Farářův konec)
- 1969 : Den sedmý, osmá noc
- 1970 : Psi a lidé
- 1970 : Lítost (TV)
- 1976 : Etuda o zkousce
- 1989 : Vlastne se nic nestalo
- 1990 : Zmatek

### Comme scénariste
- 1959 : Blok patnáct
- 1962 : Le Touriste (Turista)
- 1963 : Zeleznicári
- 1964 : Proc?
- 1965 : Zrcadlení
- 1965 : Odkaz
- 1966 : Zalm
- 1966 : Les Petites Perles au fond de l'eau (Perlicky na dne)
- 1967 : Le Retour du fils prodigue (Návrat ztraceného syna)
- 1968 : Carmen nejen podle Bizet
- 1969 : Rozhovory (TV)
- 1969 : Le Bedeau (Farářův konec)
- 1969 : Den sedmý, osmá noc
- 1970 : Psi a lidé
- 1976 : Etuda o zkousce

### Comme acteur
- 1966 : O slavnosti a hostech : Manzelský
- 1967 : Hôtel pour étrangers (Hotel pro cizince) : Curate
- 1969 : La Plaisanterie (Zert) : Kostka
- 1974 : Bástyasétány hetvennégy : Rezsõ úr
- 1980 : Úteky domu : Theater Director Jilek
- 1986 : Krajina s nabytkem : Professor

## Sources
- Revue Positif no 92 (février 1968), Éric Losfeld.